# DN22A
De DN22A (Drum Național 22A of Nationale weg 22A) is een weg in Roemenië. Hij loopt van Cataloi via Nalbant naar Hârșova. De weg is 86 kilometer lang.